# Myllysaari (ö i Mellersta Finland, Keuruu)
Myllysaari är en ö i Finland. Den ligger i sjön Karkeinen och i kommunen Keuru i den ekonomiska regionen  Keuru ekonomiska region  och landskapet Mellersta Finland, i den södra delen av landet, 210 km norr om huvudstaden Helsingfors. Öns area är 0,2 hektar och dess största längd är 60 meter i sydväst-nordöstlig riktning.